# Placomelan dipteridis
Placomelan dipteridis är en svampart som beskrevs av Cif. 1962. Placomelan dipteridis ingår i släktet Placomelan och familjen Parmulariaceae.   Inga underarter finns listade i Catalogue of Life.